# Ali Gibson
Allison Gibson, detta Ali (Stockton, 27 marzo 1993), è un'ex cestista statunitense con cittadinanza portoricana.

## Carriera
Con Porto Rico ha disputato i Campionati mondiali del 2018.